# Seefeld in Tirol
Seefeld in Tirol é um município da Áustria, situado no distrito de Innsbruck-Land, no estado do Tirol. Tem 17,37 km² de área e sua população em 2019 foi estimada em 3 430 habitantes.